# Plougonver
Plougonver (tiếng Breton: Plougonveur) là một xã của tỉnh Côtes-d’Armor, thuộc vùng Bretagne, tây bắc Pháp.

## Dân số
Người dân ở Plougonver được gọi là Plougonverois hoặc Plougonverrois.